# ADAZ
Der ADAZ (Abkürzung für die Austro-Daimler Artillerie Zugmaschine) auch bezeichnet als Geländegängiger Zugwagen gZ 20 wurde Anfang der 1930er Jahre vom Fahrzeughersteller Austro-Daimler als Ersatz für die veralteten schweren Zugmaschinen des Ersten Weltkriegs für die österreichische Armee entwickelt.

## Beschreibung
Dies waren schwere Lastkraftwagen in Verwendung als Artilleriezugmaschine aus der Produktion des österreichischen LKW-Herstellers Austro-Daimler. Für seine Zeit äußerst fortschrittlich war er mit 6x6-Allradantrieb ausgestattet. Die ADAZ LKW wurden ab ca. 1934 für das österreichische Bundesheer produziert.
Der Hersteller Austro-Daimler war ursprünglich eine Tochtergesellschaft des deutschen Unternehmens Daimler, heute Daimler-Benz, wurde jedoch ca. 1905 unabhängig und in österreichischem Besitz. Die Firma Austro-Daimler war einer der bedeutendsten Ausstatter der kaiserlichen österreichischen Armee zur Zeit als Österreich das größte Land Europas (außer Russland) war. Austro-Daimler fusionierte später mit dem Unternehmen Steyr zum Konzern Steyr Daimler Puch.